# 牧島進一
牧島 進一（まきしま しんいち、10月18日 - ）は埼玉県出身の日本の俳優。本名同じ。年齢非公開。
血液型はA型。所属劇団は人気男優劇団劇団Studio Life。2000年の劇団オーディションにて入団。

## 人物・来歴
- 現劇団所属以前にも小劇団にて俳優活動をしている。

## 出演歴

### 主な出演舞台
- 「歓びの娘 鑑定医シャルル」
- 「DAISY PULLS IT OFF」
- 「フルーツバスケット」
- 「トーマの心臓」
- 「MOON CHILD〜月の子〜」
- 「DRACULA」
- 「ドリアン・グレイの肖像」
- 「パサジェルカ　女船客　〜秘した過去が手招く旅路〜」
- 「ホテルボルティモア」
- 「OZ〜オズ〜」
- 「メッシュ」
- 「白夜行　第1部　第2部」
- 「ヴァンパイア・レジェンド」
- 「アドルフに告ぐ」
- 「11人いる!」

(以上劇団Studio Life公演)
- 「かりすま」(劇団6番シード)
- 「桐の林で二十日鼠を殺すには」(劇団6番シード)